# Открытый чемпионат Северной Калифорнии по теннису
Открытый чемпионат Северной Калифорнии — профессиональный женский теннисный турнир, проходивший под эгидой WTA и USTA в различных городах американского штата Калифорния между 1981 и 1988 годом.
Соревнование игралось на открытых кортах с хардовым покрытием.

## Общая информация
Северокалифорнийский турнир появился в календаре женского профессионального тура в 1981-м году, став частью проводящихся совместно с ITF серии соревнований с наименьшим призовым фондом. Первое соревнование принял город Бейкерсфилд. Турнир просуществовал три года, после чего был закрыт.
В 1986 году соревнование было возрождено в городе Беркли; призовой фонд соревнования вырос на 40 % по сравнению с первым турниром в Бейкерсфилде. На новом месте соревнование долго не задержалось: уже в 1987 году оно переехало в Аптос. Вторая жизнь турнира также продолжалась три сезона, в последний из которых калифорнийский турнир даже получил категорию профессионального тура.

### Победители и финалисты
В рамках приза было разыграно одиннадцать турниров: шесть в одиночном разряде и пять — в парном. На счету американок семь титулов (три — в одиночном разряде). Ни одной теннисистке не удалось покорять турнир дважды и считанное число раз одна и та же спортсменка несколько раз играла в решающем матче (Мелисса Гарни стала единственной, кому удалось дважды сыграть в титульном матче одиночного турнира).
Дополнительную известность получил одиночный турнир 1988 года: победившая в нём британка Сара Горнер затем более двадцати лет держала статус последней представительницы своей страны, выигрывавшей турнир WTA в одиночном разряде. Серия прервалась лишь осенью 2012 года, когда Хезер Уотсон выиграла турнир в Осаке.

## Финалы прошлых лет

### Одиночные турниры
| Год         | Чемпионка        | Финалистка        | Счёт финала |
| ----------- | ---------------- | ----------------- | ----------- |
| Аптос       |                  |                   |             |
| 1988        | Сара Горнер      | Робин Уайт        | 6-4 7-5     |
| 1987        | Элли Хаками      | Мелисса Гарни     | 6-3 6-4     |
| Беркли      |                  |                   |             |
| 1986        | Мелисса Гарни    | Барбара Геркен    | 6-1 6-3     |
| Бейкерсфилд |                  |                   |             |
| 1983        | Дженнифер Мандел | Джулия Харрингтон | 6-1 6-3     |
| 1982        | Сабина Симмондс  | Леа Антонополис   | 6-2 6-1     |
| 1981        | Пэм Казале       | Барбара Холквист  | 6-4 6-3     |

### Парные турниры
| Год  | Чемпионки                      | Финалистки                     | Счёт финала |
| ---- | ------------------------------ | ------------------------------ | ----------- |
| 1988 | Лиз Грегори Ронни Райз         | Патти Фендик Джилл Хетерингтон | 6-3 6-4     |
| 1987 | Кэти Джордан Робин Уайт        | Леа Антонополис Барбара Геркен | 6-1 6-0     |
| 1986 | Бетт Херр Алисия Мултон        | Эми Холтон Элна Рейнах         | 6-1 6-2     |
| 1983 | Кайли Коупленд Лори Макнил     | Энн Хенрикссон Пат Медраду     | 6-4 6-3     |
| 1982 | Клаудия Монтейро Катрин Танвье | Диэн Дестор Барбара Холквист   | 7-6 2-6 6-3 |